# الحزب الشيوعي الريونيوني
الحزب الشيوعي الريونيوني هو أكبر حزب سياسي في ريونيون. تأسس الحزب في عام 1959 بواسطة بول فيرجيس. منذ عام 1993 أمين عام للحزب هو ايلي هورو. ينشر الحزب صحيفة يومية Témoignages. للحزب مقعد واحد في البرلمان الأوروبي.